# St. Michael (Waldbröl)

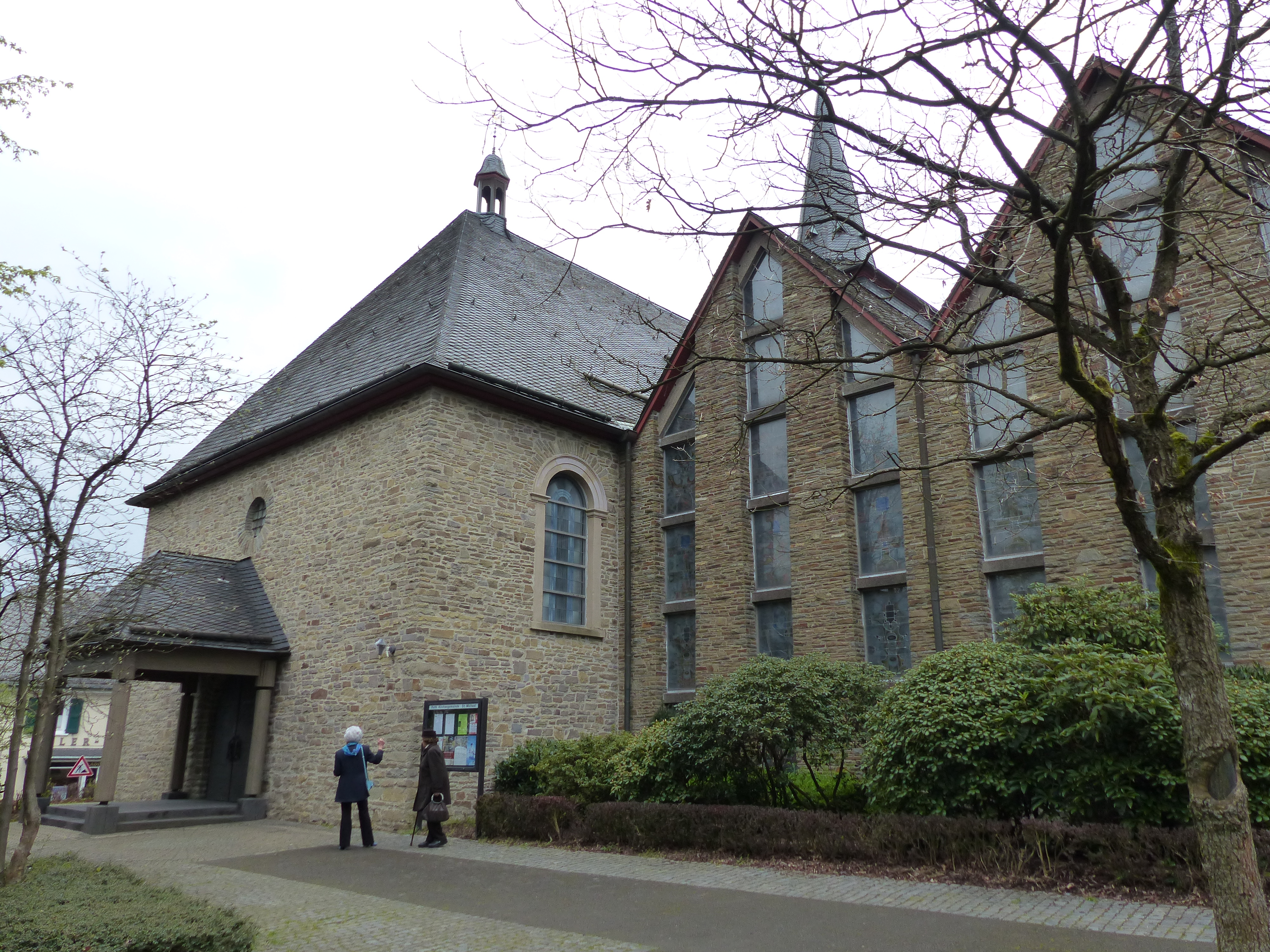
St. Michael

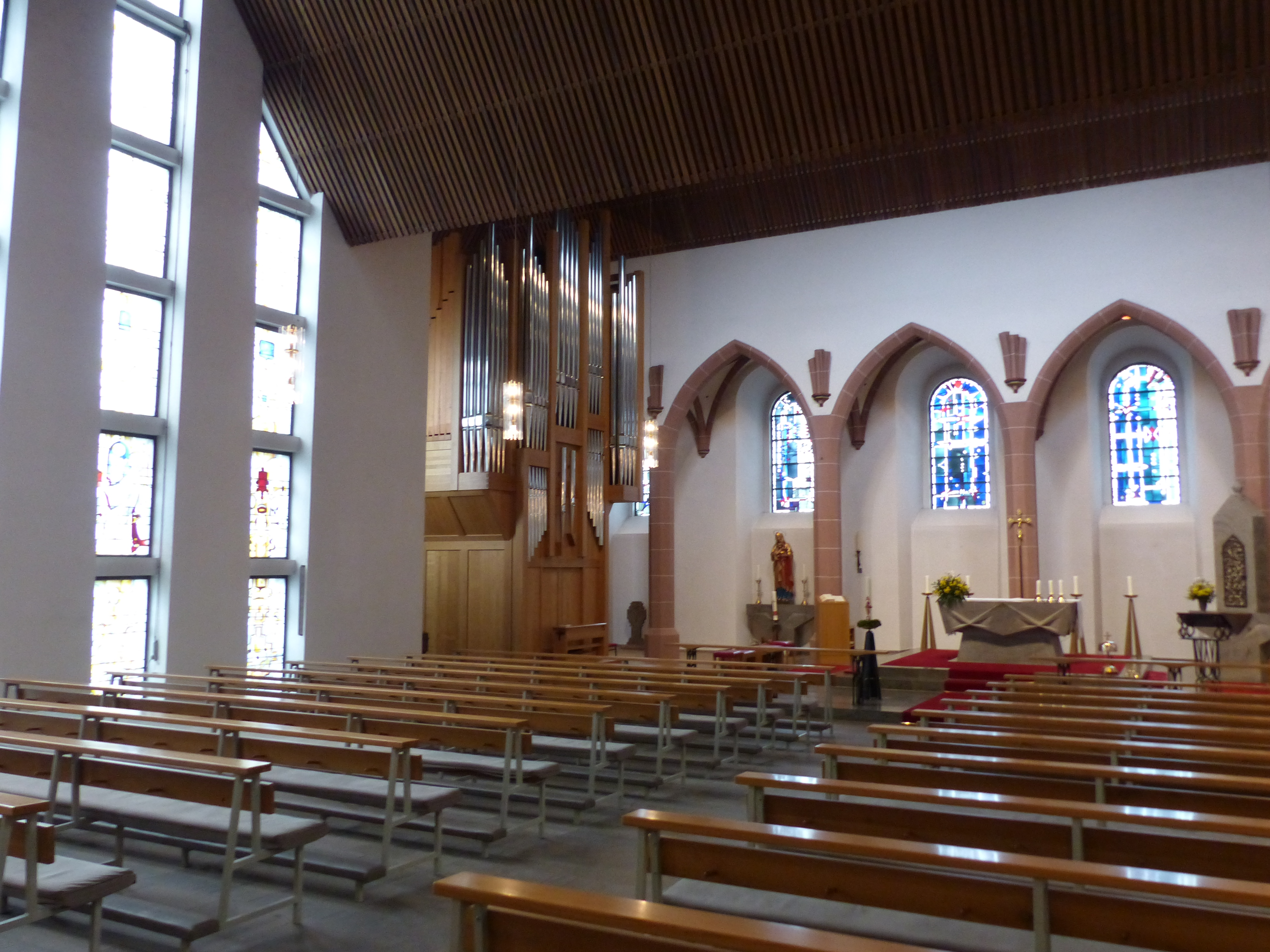
Hinter dem Altar ist das Seitenschiff der Vorgängerkirche zu sehen, links die Orgel von 2008.

Die katholische Kirche St. Michael in Waldbröl wurde ab 1705 errichtet und 1706 geweiht. Patron ist der Erzengel Michael.

## Geschichte
Das Geld für den Bau der Kirche entstammt dem Ergebnis eines Streits zwischen protestantischen und katholischen Bürgern, bei dem es um die Aufstellung eines steinernen Kreuzes auf dem Friedhof neben der Ev. Kirche zu Fronleichnam 1704 ging. Der Streit endete mit einem Bußgeld für die Protestanten von 3000 Talern. Mit diesem Geld wurde von den ca. 300 Katholiken in Waldbröl das neue Gotteshaus erbaut. Der Kirche fehlte zuerst ein Turm, welcher erst 60 Jahre später gebaut und mit zwei Glocken ausgestattet wurde.
Die selbstständige Pfarrgemeinde St. Michael wurde 1805 errichtet. 1879 wurden die beiden Glocken durch zwei neue Exemplare ersetzt. Im Ersten Weltkrieg, am 26. Juni 1917 wurden diese für die Kriegswirtschaft beschlagnahmt; zwei neue Glocken konnten am 3. Mai 1925 geweiht werden. Die größere von beiden – auch „Friedensglocke“ genannt – wurde am 18. Februar 1942 wegen des Zweiten Weltkrieges wieder demontiert. Nach dem Krieg weihte am Sonntag, dem 8. Juli 1956, der Kölner Weihbischof Joseph Ferche drei neue Glocken.
Die Kirche wurde mehrmals umgebaut, zuletzt von 1960 bis 1964. Das Pfarrhaus wurde 1855 fertiggestellt, es war ein Bruchsteinbau. Für die damalige Zeit muss es eines der schönsten Häuser des Dorfes gewesen sein.

## Orgel
Über den Bau der ersten Orgel der Kirche sind keine Unterlagen vorhanden. Diese Orgel war aber wahrscheinlich sehr klein. Unter Pfarrer Hinkens wurde eine neue, bessere Orgel beschafft. Diese wurde 1942 abmontiert und zur Orgelbau-Firma Seifert nach Köln gebracht. Kurz vor der Vollendung wurde das Musikinstrument jedoch durch Bomben zerstört. Bis 1953 diente ein Harmonium als Ersatz. Zu Pfingsten 1953 wurde dann eine neue, zweimanualige Seifert-Orgel mit 15 Registern eingeweiht.
Ab 2004 wurde der Bau einer neuen Orgel vorbereitet, da die Orgel von 1953 inzwischen störanfällig geworden war. Sie wurde als Geschenk an die katholische Gemeinde in Graudenz (Polen) übergeben, nach Ostern 2008 in Waldbröl abgebaut und nach einer gründlichen Überarbeitung am 9. November 2008 in der dortigen Pfarrkirche Maximilian Kolbe eingeweiht.
Am 2. Dezember 2004 gründete sich der „Orgelbauverein St. Michael“ (OBV) zur Finanzierung der neuen Orgel. Sie wurde erbaut von der Orgelbaufirma Fasen. Die alte Orgelempore wurde abgebaut und die neue Orgel seitlich links von der Altarinsel aufgestellt. Sie wurde am 7. Dezember 2008 in Betrieb genommen und vom damaligen Kölner Weihbischof Rainer Maria Woelki geweiht. Sie verfügt über 25 Register mit 1436 klingenden Pfeifen (und 14 stummen Pfeifen im Prospekt) auf zwei Manualen und Pedal, mit vollmechanischer Registersteuerung und mechanischer Spieltraktur. Die Disposition der Orgel lautet wie folgt:
| I Hauptwerk C–g3 |                  |        |  |
| 01.              | Bourdon          | 16′    |  |
| 02.              | Principal        | 08′    |  |
| 03.              | Flûte harmonique | 08′    |  |
| 04.              | Gedackt          | 08′    |  |
| 05.              | Octave           | 04′    |  |
| 06.              | Spitzflöte       | 04′    |  |
| 07.              | Superoctave      | 02′    |  |
| 08.              | Mixtur III       | 01 ⁄3′ |  |
| 09.              | Cornett IV       | 04′    |  |
| 10.              | Trompete         | 08′    |  |

| II Schwellwerk C–g3 |              |        |  |
| 11.                 | Rohrflöte    | 8′     |  |
| 12.                 | Gamba        | 8′     |  |
| 13.                 | Voix céleste | 8′     |  |
| 14.                 | Fugara       | 4′     |  |
| 15.                 | Blockflöte   | 4′     |  |
| 16.                 | Nazard       | 2 ⁄3′  |  |
| 17.                 | Flageolet 0  | 2′     |  |
| 18.                 | Tierce       | 1 3⁄5′ |  |
| 19.                 | Hautbois     | 8′     |  |
|                     | Tremulant    |        |  |

| Pedal C–f1 |               |     |  |
| 20.        | Subbass       | 16′ |  |
| 21.        | Octavbass     | 08′ |  |
| 22.        | Gedacktbass 0 | 08′ |  |
| 23.        | Choralbass    | 04′ |  |
| 24.        | Posaune       | 16′ |  |
| 25.        | Basstrompete  | 08′ |  |

- Koppeln:
  - Normalkoppeln: II/I, I/P, II/P
  - Suboktavkoppeln: II/I, II/II
- Effektregister: Carillon
- Anmerkungen

1. ↑  C–h1 Kiefer, ab c2 Metall, Cs–A im Seitenprospekt
2. 1 2 3  teilweise im Prospekt
3. 1 2  Überblasend
4. 1 2  C–H Kiefer, ab c0 Metall
5. ↑  +2 2⁄3′+2′+1 3⁄5′
6. ↑  Französische Bauart
7. ↑  Kiefer, C–c0 im Seitenprospekt
8. ↑  Kiefer

## Glocken
Der Turm beherbergt ein fünfstimmiges Bronzegeläut.
| Nr. | Name    | Gussjahr | Gießer                                                                         | Ø (mm) | Masse (kg) | Schlagton (HT-1/16) | Inschriften |
| 1   | Josef   | 1924     | Albert u. Junker u. Bernard Edelbrock, Junker&Edelbrock in Fa. Humpert, Brilon | 1158   | 911        | f1 –7               | SANCTE IOSEF, PROTEGE ECCLESIAM, TVERE ET ADIVVA PARENTES LIBEOSQVE! (Hl. Josef, sei Fürsprecher dieser Kirche, beschütze und hilf den Eltern und Kindern!) |
| 2   | ?       | 1922     | Fritz Rincker, Fa. Gebr. Rincker, Sinn im Dillkreis                            | 940    | 420        | as1 −5              | NACH KRIEG UND LEID UND HARTER ZEIT RUF ICH ERNEUT ZUR EWIGKEIT |
| 3   | Engel   | 1956     | Wolfgang Hausen Mabilon                                                        | 880    | 400        | b1 −7               | AVE KLANG DIE KUNDE AUS DES ENGELS MUNDE UNS DEN FRIEDEN SPENDE, EVAS NAMEN WENDE. DICH ALS MUTTER ZEIGE, DASS DURCH DICH SICH NEIGE UNSERM FLEHN AUF ERDEN, DER DEIN SOHN WOLLT WERDEN. SCHAU IN HULD VOM HIMMELSTHRON BITT FÜR UNS BEIM LIEBEN SOHN, O JUNGFRAU MARIA!                                                                                   |
| 4   | Michael | 1956     | Wolfgang Hausen Mabilon                                                        | 780    | 280        | c2 –7               | DAS FLAMMENSCHWERT IN HÄNDEN UMLOHT VON FEUERBRÄNDEN ZWANGST DU DER HÖLLE MACHT; DER HIMMELSDOM ERDRÖHNET, ALS DONNERND IHN DURCHTÖNTE DES RUFES HEIL’GE MACHT! SO WIRD FÜR ALLE ZEITEN, DEIN SCHWERT DAS GUTE SCHEIDEN VON DES TEUFELS LIST UND TRUG. UNS, DIE WIR HIER NOCH RINGEN, DAS BÖSE ZU BEZWINGEN DEIN SCHLACHTRUF IST GENUG: WER IST WIE GOTT?! |
| 5   | Jürg    | 1956     | Wolfgang Hausen Mabilon                                                        | 740    | 240        | des2 –7             | WIR RUFEN DIE JUGEND DER WELT ST. JÜRG DIE LÄNDER UND VÖLKER DER ERDE. HILF DU UNS BEGINNEN, DAS LEBEN GEWINNEN, BESCHÜTZE DEM HIRTEN DIE HERDE! REIT’ UNS VORAN, ST. JÜRG, IM FELD HEBT GROSS DAS TAGWERK AN DU ALLER JUGEND BANNERHELD, ST. JÜRG, REIT’ UNS VORAN! DEM GEDENKEN DER GEFALLENEN UND VERMISSTEN, DIE JUGEND DER PFARRE WALDBRÖL.           |

## Pfarrer nach dem Zweiten Weltkrieg
| Amtszeit  | Name                                               |
| --------- | -------------------------------------------------- |
| 1945–1970 | Dechant Emmerich Wolter                            |
| 1971–1988 | Franz Stausberg                                    |
| 1989–1995 | Manfred Melzer (anschließend bis 2015 Weihbischof) |
| 1995–2021 | Klaus Peter Jansen                                 |
| seit 2021 | Tobias Zöller (2025 entpflichtet)                  |

## Seelsorgebereich
St. Michael Waldbröl gehört zu dem Seelsorgebereich „An Bröl und Wiehl“. Dazu gehören die Pfarreien St. Bonifatius Bielstein, St. Mariä Himmelfahrt (Wiehl) und St. Antonius (Denklingen).